# Кинта Нормал
Кинта Нормал (шп. Quinta Normal) је општина у Чилеу. По подацима са пописа из 2002. године број становника у месту је био 104.012.

## Демографија
| 2002.   |
| ------- |
| 104,012 |